# Siglo IX a. C.
El siglo IX a. C. o siglo IX a. e. c. (siglo noveno antes de la era común) comenzó el 1 de enero de 900 a. C. y terminó el 31 de diciembre de 801 a. C.

## Acontecimientos
- 900 a. C.: 

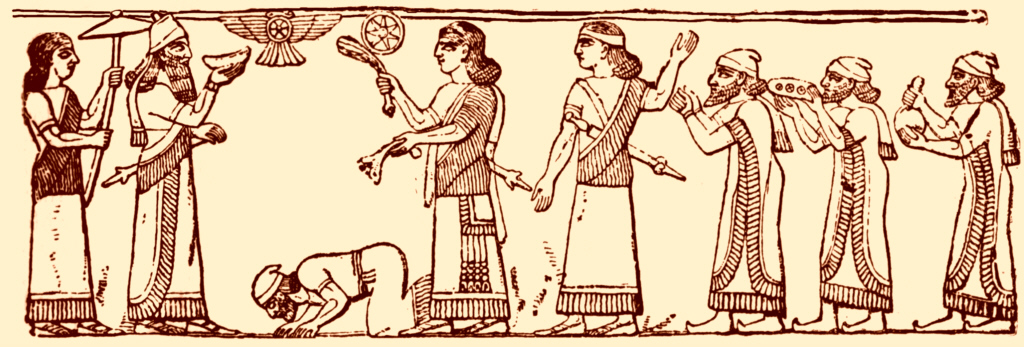
Hebreos en una ofrenda al rey de Asiria Salmanasar III.

  - El Libro de las odas constituye la primera antología de la poesía china. Los poemas reflejan la vida cotidiana de la gente común.[1]
  - En la península italiana comienzan a desarrollarse los etruscos.
  - Fundación de Esparta a partir de la fusión de cuatro aldeas dorias, en la península del Peloponeso.[1]
  - Período protorientalizante en Tartessos (España). A partir de mediados del siglo comienza su expansión hacia Andalucía oriental.
  - Primer poblamiento de una comunidad agrícola, en el emplazamiento de la futura Roma.[1]
  - Se redactan en India los Brahmana, textos sagrados del hinduismo escritos en sánscrito, Explica los rituales que practican los sacerdotes y los mitos que los sustentan.[1]
- 900-800 a. C.: en España depósito de la Ría de Huelva,[2] más de 400 piezas de metalurgia atlántica del Bronce final.[3]
- 900-700 a. C.: El Pentateuco, que reúne los primeros cinco libros de la Biblia, fue compuesto en esta época por autores anónimos. Algunos investigadores han sugerido que adquirió su forma básica alrededor del 1100 a. C.[1]
- 900-200 a. C.: Periodo de florecimiento de la cultura Chavín en el área andina septentrional del Perú y sub zona costera norte. Desarrolló un singular estilo artístico, expresado en piezas de cerámica que representaban extraños dioses-animales.[1]
- 892 a. C.: en la antigua Grecia, Megacles, rey de Atenas muere tras 30 años de reinado; lo sucede su hijo Diogneto.
- 891 a. C.: en Asiria, Tukulti-Ninurta II sucede a su padre Adad-nirari II como rey.
- 889 a. C.: en Egipto, Takelot I sucede a su padre Osorkon I como rey.
- 886 a. C.: en China muere Zhou Xiaowang, rey de la dinastía Zhou.
- 885 a. C.: en China, Zhou Yiwang se convierte en rey de la dinastía Zhou.
- 884 a. C.: en Asiria, Assurnasirpal II sucede a su padre Tukulti-ninurta II como rey.

- 878 a. C.: en China muere Zhou Yiwang, rey de la dinastía Zhou.
- 877 a. C.: en China, Zhou Liwang se convierte en rey de la dinastía Zhou.
- 874 a. C.: en Egipto, Osorkon II sucede a Takelot I como rey.
- 874 a. C. (fecha tradicional): en Israel, Acab se convierte en rey.
- 872 a. C.: en Luxor (Egipto), una inundación excepcionalmente alta en el río Nilo cubre las paredes del templo de Luxor.
- 870 a. C.: Fenicia conmemora casi tres siglos de paz.
- 865 a. C.: Kar Kalmaneser es conquistado por el rey asirio Salmanasar III.
- 864 a. C.: en la antigua Grecia, Diogneto, rey de Atenas, muere tras 28 años de reinado; le sucede su hijo Pericles.
- 863 a. C.: en Escocia se funda la aldea de Bath (‘baños’), llamada así por sus aguas termales.

- 860 a. C.: en Turquía se unifica el reino de Urartu.
- 858 a. C.: en Asiria, Salmanasar III sucede a Asurnasirpal II como rey.
- 856 a. C.: en Afek, 10 km al este del puerto de Ashkelón (Israel), sobre el Mar Mediterráneo, se registra un terremoto que deja un saldo de 27 000 muertos.
- 854 a. C.: en Siria, Salmanasar III vence a una coalición siria (que incluía al rey Acab del reino de Israel) en la batalla de Carcar (fecha probable).
- 853 a. C.: en Israel muere el rey Acab.
- 853 a. C.: Asiria conquista Babilonia.
- 851-850 a. C.: Salmanasar III de Asiria interviene en Babilonia a petición del rey babilonio Marduk-zakir-shumi I.

- 850 a. C.: el comercio fenicio se interrumpe con el mar Rojo. Tiro funda su primera colonia de ultramar: Kition (en Chipre).
- 850 a. C.: Takelot II sucede a Osorkon II como rey de Egipto.
- 850 a. C.: los persas se establecen en el actual Irán.
- 850 a. C.: en el actual Perú empieza a desarrollarse la cultura chavín.
- En la actual Roma (Italia) se establece un grupo de cabañas de manera permanente sobre el monte Palatino, una de las siete colinas de Roma.
- 850-750 a. C.: en la península ibérica, Tartessos extiende su cultura por Andalucía oriental.[4]
- 842 a. C.: Salmanasar III arrasa el territorio de Damasco; el reino de Israel y las ciudades de Fenicia le envían tributo.
- 841 a. C.: en China muere Zhou Liwang, rey de la dinastía Zhou.

- 836 a. C.: Shalmaneser III de Asiria conduce una expedición en contra de los tabareni.
- 836 a. C.: en Egipto se desarrolla una guerra civil.

- 825 a 820 a. C.: en el norte de África, los fenicios fundan Cartago. Según la mitología griega, la princesa Dido la fundó en el 813 a. C.

- 817 a. C.: en Egipto comienza la dinastía XXIII, que durará hasta el año 730 a. C.
- 817 a. C.: en Egipto, Padibastet se autoproclama rey.
- 814 a. C. (fecha tradicional): en el norte de África, Dido funda Cartago. Es más posible que haya sido fundada por los fenicios aproximadamente una década antes.
- 811 a. C.: en Asiria, Adad-nirari III sucede a su padre Shamshi-Adad V como rey.

- 800 a. C. en México comienza el período de la mayor expansión de la cultura olmeca, que abarca hasta el año 400 a. C.
- 800 a. C.: llegan a la península ibérica los primeros colonos fenicios.[5]

## Personas relevantes
- Asurnasirpal II (883-859 a. C.), rey asirio que fundó la ciudad de Kalhu, la actual Nimrud, a la que convirtió en capital del reino.
- Salmanasar III (858-824 a. C.), rey asirio que se enfrentó con los estados de la zona de Siria, el Levante y el sur de Anatolia.
- Cárano de Macedonia (808-778 a. C.) primer rey del Reino de Macedonia.
- Acab, rey de Israel.